# ヴァルナ十字軍
ヴァルナ十字軍（ヴァルナじゅうじぐん）は、1443年から1444年にかけてハンガリー・ポーランドを中心としたヨーロッパ諸国が、バルカン半島から中央ヨーロッパにおけるオスマン帝国の拡大と脅威の排除を試みた一連の軍事行動。1443年1月1日に教皇エウゲニウス4世の呼び掛けに始まり、ハンガリー・ポーランド王ウラースロー1世、トランシルヴァニアのヴォイヴォダフニャディ・ヤーノシュ、ブルゴーニュ公フィリップ3世、枢機卿ジュリアーノ・チェザリーニらが参加した。
1444年11月10日、ヴァルナの戦いで十字軍はムラト2世率いるオスマン帝国軍との決戦に挑んだが、ウラースロー1世やチェザリーニらが戦死する大敗北を喫し、ヴァルナ十字軍は失敗に終わった。ヴァルナ十字軍(英語: Crusade of Varna)の名は、この最後の決戦からとられている。

## 背景
1428年、地中海でヴェネツィア共和国と戦っていたオスマン帝国は、緩衝国セルビア専制公国を建国することでハンガリー王国との間に一時的な和平を結び、その間に瞬く間にドナウ川以南の地を併呑していった。1432年から、ムラト2世はトランシルヴァニアへの侵攻と略奪を繰り返すようになり、1437年のハンガリー王ジグモンド（神聖ローマ皇帝ジギスムント）死去後はこの動きをさらに激化させた。1438年にボラチュ、1439年にズヴォルニクとスレブレニツァを占領し、同年末にはスメデレヴォを落としたことでムラト2世はセルビア全土をオスマン帝国内に飲み込んだ。 セルビア専制公ジュラジ・ブランコヴィチはハンガリー内の自領に亡命した。1440年、オスマン軍はハンガリー王国の重要な国境拠点だったベオグラードを包囲したが、アナトリアのカラマン朝に対処するため撤退を余儀なくされた。
一方ハンガリーでは、ジグモンドの後継者アルベルト（神聖ローマ皇帝アルブレヒト2世）が戴冠して間もない1439年10月に死去した。その少し前に彼は「王国の古法と慣習を復活させる」法に署名していたが、この法は地主貴族に特権を与え国王権力を制限するものだった。アルベルトの死後4か月にして彼の息子ラディスラウス・ポストゥムスが生まれたが、ハンガリー貴族に推戴されたポーランド王ヴワディスワフ3世が1440年7月17日にハンガリー王ウラースロー1世として即位したことで、ハンガリー王位の行方をめぐる内紛が勃発した 。ハンガリー最大の有力者フニャディ・ヤーノシュはオスマン帝国に対抗できる人物としてウラースロー1世を支持し、南の国境に面するトランシルヴァニアのヴォイヴォダの地位を獲得した。1442年末、枢機卿ジュリアーノ・チェザリーニの仲介により正式にハンガリー王と認められたウラースロー1世は、オスマン帝国から提案されたベオグラード割譲による和平案を拒絶した。
カトリック教会は以前からオスマン帝国の伸長に警鐘を鳴らし、これに対するニコポリスの戦い以来の十字軍結成を呼び掛けていた。フィレンツェ公会議での東西教会の統合成立とハンガリーでの内戦終結が重なり、十字軍結成の機運が高まった。フニャディらは1441年から対オスマン戦争の計画を練っており、同年には侵入してきたスメテレヴォのイシャク・パシャを撃退した。1442年3月22日にメジド・ベイの軍を壊滅させ、同年9月のルメリア総督シハベッディン・パシャを撃退するなど、フニャディ率いるトランシルヴァニア軍はオスマン軍を次々と破った。1441年にセルビアで最後に残っていた主要都市ノヴォベルダが陥落すると、ブランコヴィチはセルビア再独立を目指してフニャディに協力するようになった。

## 十字軍

### 初期の戦闘
1443年1月1日、教皇エウゲニウス4世は十字軍を命じる教皇勅書を発した。同年の聖枝祭の日、ブダの議会においてムラト2世に対する宣戦布告が行われた後、ウラースロー1世とフニャディが率いる4万人の十字軍（大半がハンガリー人）がドナウ川を渡りニシュとソフィアを占領した。
10月中旬に侵攻を開始したウラースロー1世、フニャディ、ブランコヴィチは、ムラト2世が直ちに軍を組織することはできないと確信していた。オスマン軍の中核をなすティマーリ騎兵に給料を支払うには、秋の収穫と徴税、徴収された税の到着の時期を待たねばならないからである。十字軍側には1441年から42年の冬のフニャディの勝利による経験の蓄積があり、また遠征軍の主力となったハンガリー軍は防具の質が高くオスマン兵の攻撃をものともせず、また彼らの反転戦術、オスマン側のルメリア兵の忠誠心の弱さなど、ムラト2世にとっては苦悩の種が尽きなかった。

### ニシュの戦い
ニシュの戦いでは十字軍が勝利をおさめ、オスマン側の司令官だったルメリアのカシム・パシャや副官トゥラハン・ベイはソフィアに逃れた。彼らは敗走する途上のすべての村を焼く焦土作戦に出た。ソフィアで2人はムラト2世に合流し、スルタンに各地の都市も焦土化し、軍を小規模な部隊にして山道から撤退させるよう進言した。

### ズラティツァの戦い
1443年末の冬は厳しいものとなった。1443年12月12日にズラティツァ峠で両軍が衝突したときには雪が降っていた。アドリアノープルに向かっていた十字軍は、これまで小規模な都市守備隊としか戦ってこなかったが、ズラティツァの戦いではついに強力で迎撃態勢を整えたオスマン本軍に遭遇したのである。この戦いで十字軍は一旦敗北するが、撤退すると見せかけて夜襲をかける戦術により、1444年1月2日（または5日）のクノヴィツァの戦いでオスマンの追撃軍を破った。ここでムラト2世の義理の息子で大宰相チャンダルル・ハリル・パシャの弟マフムード・ベイが捕虜となった。4日後、十字軍はプロクプリェに入った。ブランコヴィチはウラースロー1世やフニャディに、この要塞都市で冬を過ごしたのち遠征を継続するよう求めたが、この案は却下され十字軍は撤退を始めた。彼らは1月末までにベオグラード、2月にはブダまで帰還し、英雄として讃えられた。王や教会はクノヴィツァでの勝利を喧伝したが、ズラティツァの戦いでの敗北については誰も触れなかった。
ムラト2世は自軍に対する怒りと落胆と共に帰還し、トゥラハン・ベイに兵の後退やマフムード・ベイ虜囚の責任を負わせて投獄した。

### 和平交渉

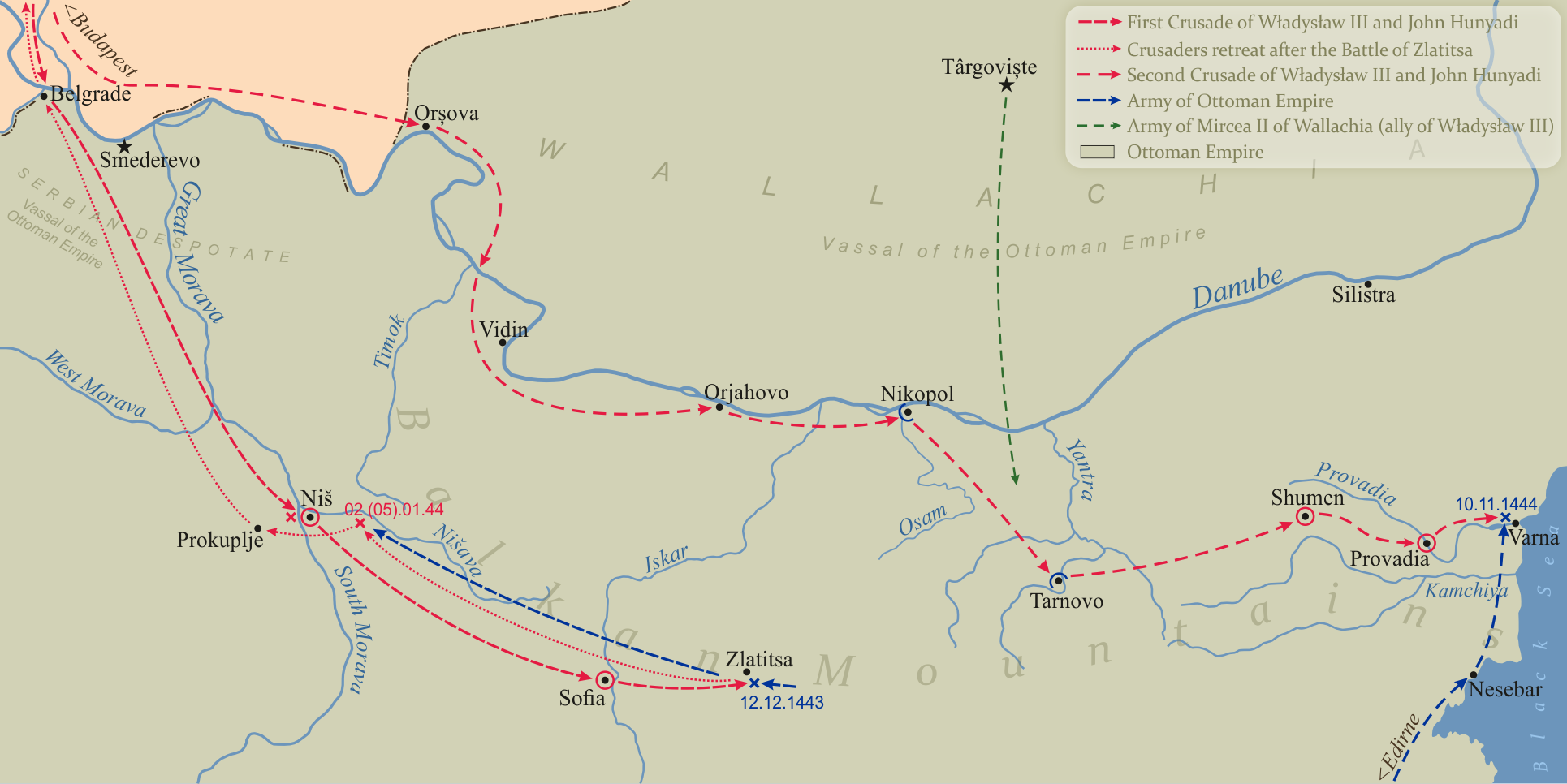
十字軍の進路

この頃のムラト2世は十字軍との和平を強く望んでいたとされる。その背景には彼の妹からその夫マフムード・ベイの救出を求められたり、ジュラジ・ブランコヴィチの娘である妻マラ・ブランコヴィチの圧力があった。1444年3月6日、マラは父に使節を派遣し、ここから十字軍とオスマン帝国の和平交渉が始まった。
1444年4月24日、ウラースロー1世はエディルネのムラト2世に手紙を送るとともに、使節ストイカ・ギスダニッチを自らの分身であるとして全権を与え交渉を行わせた。彼はムラト2世に対し、交渉がまとまった暁にはオスマン側からハンガリーへ使節を送り、ムラト2世の宣誓文を読み上げさせ、そこでウラースロー1世も宣誓するという形式をもとめた。
一方で同日にウラースロー1世はブダで議会を開き、枢機卿ジュリアーノ・チェザリーニの前で夏に再び十字軍遠征をおこなうことを誓っている。また最大の王位請求者であるラディスラウス・ポストゥムスとも停戦を結びなおし、後顧の憂いを絶った。
1444年6月から8月にかけて和平交渉がまとまった。にもかかわらずチェザリーニを中心とする十字軍側はこの和約を完全に無視して再遠征の準備を進めた。チェザリーニが戦闘の続行と和約の履行を両立する理屈をつくりだした後、和約はまずエディルネで、次いで8月15日にセゲドで宣誓が行われた（セゲドの和約）。

### ヴァルナの戦いと崩壊
短期的な和約の取り決めを履行したのち、十字軍が再び動き始めた。ムラト2世は和約成立後に息子のメフメト2世にスルタン位を譲っていたが、この危機を前にスルタンに復位させられ、オスマン軍をもう一度率いることになった。1444年11月10日、両軍はヴァルナで激突した。このヴァルナの戦いはオスマン帝国が多大な犠牲を払いながらも決定的な勝利を収めた。十字軍はウラースロー1世をはじめ、1万5000人を失った。

## その後
敗走する十字軍は凍傷に苦しめられ、追撃してくるオスマン軍によって多くの兵が殺されたり捕らえられたりした。ハンガリーでは内戦が再発し、1446年6月にようやく少年ラディスラウスを王としてフニャディが摂政に就くことで決着した。ブランコヴィチはセルビアでの勢力を維持した。
1448年、ハンガリーを中心としたヨーロッパ勢は東ローマ帝国救援のためオスマン帝国に侵攻したが、第二次コソヴォの戦いでまたもムラト2世に敗れ、ついに1453年にコンスタンティノープルが陥落して東ローマ帝国は滅亡した。教皇ピウス2世は1459年のマントヴァ公会議でコンスタンティノープル奪回のための十字軍結成を勧告したが、計8万人の集結を約した諸侯の誰一人としてそれを守るものがいなかった。以後数十年にわたり、オスマン帝国はヨーロッパに脅かされるということがなかった。